# 녀피

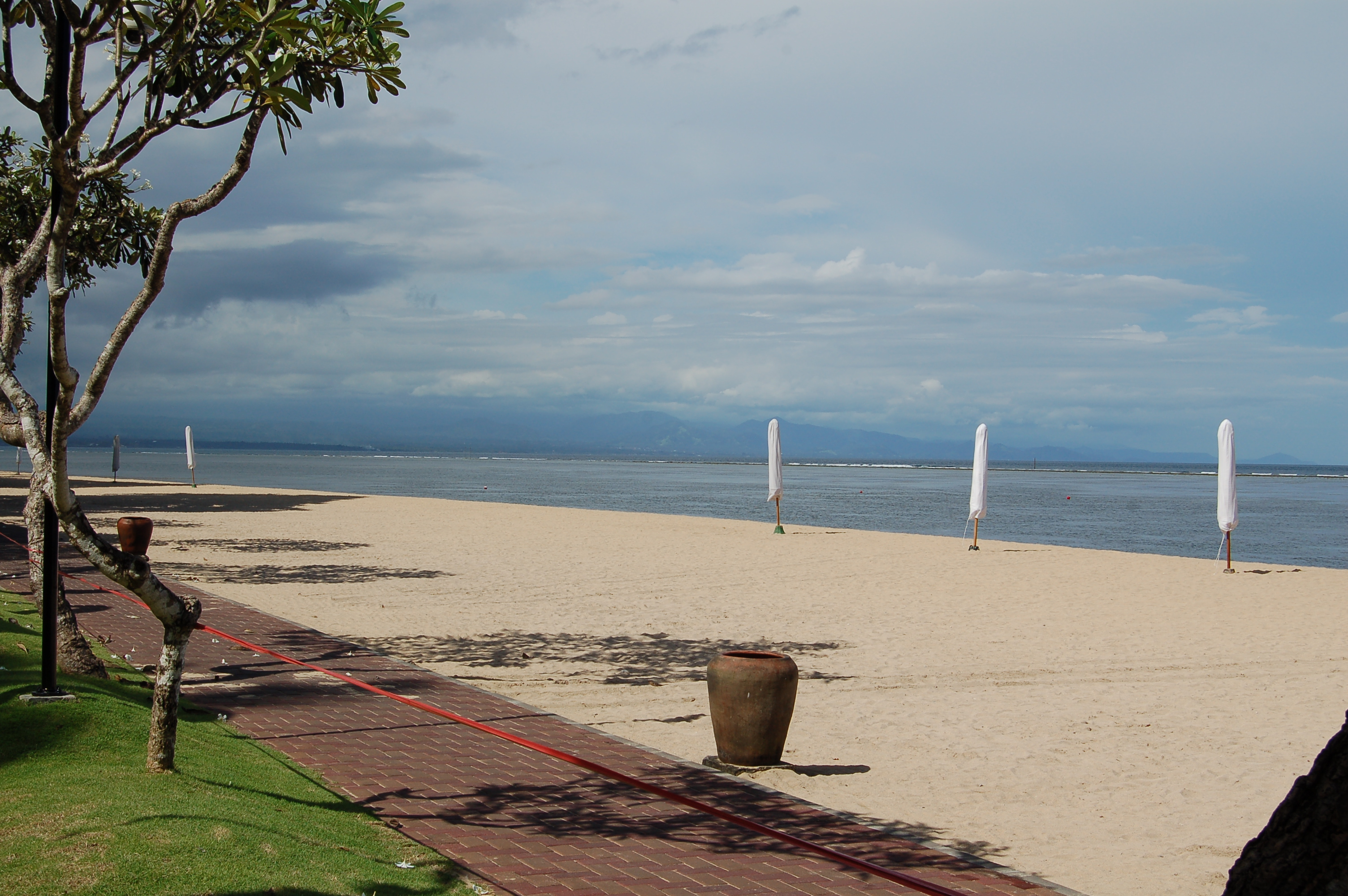

녀피(Nyepi)는 침묵의 날이라는 뜻으로 힌두교에서 새해를 맞아 경건하게 보내자는 의미에서 제정되었다.